# 劉少坤
劉少坤（英文名：Vivian Lau，？—），國際成就計劃香港部行政總裁及香港石油化學有限公司行政總裁及活化歷史建築諮詢委員會 
委員。
劉少坤於美國奧斯汀德克薩斯州大學心理學學士及澳洲雪梨麥覺理大學商業管理碩士畢業，曾為澳洲雪梨澳洲航空公司的高級計劃顧問，精英互動廣告的創辦人及常務董事，互動廣告局香港部2001 至2003 年主席及香港廣告商會互動委員會的創會主席。數碼通流動通訊有限公司（香港）的寬頻總監及市務總監，劉少坤亦為澳洲管理學會會員。
2006年5月開始，與曾智華和蔡東豪主持節目LTV Café。